# نموذج أينشتاين

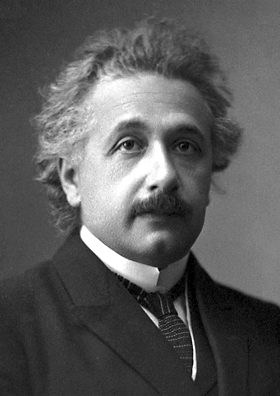

نموذج أينشتاين  في الفيزياء والكيمياء (بالإنجليزية: Einstein Model) افترضه البرت أينشتاين لوصف اهتزازات الذرات في المادة الصلبة وما تساهمه في السعة الحرارية . افترض اينشتاين أن اهتزازات الذرات في الشبكة البلورية تكون فونونات (صوتية) ذات طاقة محددة، على نمط الفوتونات الضوئية . لم يؤدِ هذا النموذج إلى وصف صحيح لتغير الحرارة النوعية للمواد الصلبة بتغير درجة الحرارة، وإنما نجح في ذلك نموذج آخر وهو نموذج ديباي وهو يصف سلوك اهتزازات الذرات في المادة الصلبة بدقة.

## أساس النموذج
تتكون المادة الصلبة في العادة من بلورات تتخذ فيها الذرات أماكن في الشبكة البلورية ، وافترض أينشتاين أن الاهتزازات التي تقوم بها الذرات تكون ذات طاقة كمومية معينة {\displaystyle \hbar \omega _{E}} . تلك الطاقة الكمومية تسمى فونونات. وعلى هذا الأساس يمكن أن توصف المادة الصلبة بأنها تحتوي على عدد N من الهزازات التوافقية ، يهتز كل منها في ثلاثة اتجاهات x و y و z ولا تعتمد على بعضها البعض .
اعتبر أينشتاين أن إحتِمال إهتزاز ذرة {\displaystyle \langle n\rangle } بهذا التردد يعتمد على درجة الحرارة T ، وباعتبار الفونونات تتبع إحصاء بوز-أينشتاين فطبق عليهم المعادلة :
{\displaystyle \langle n\rangle ={\frac {1}{\exp \left({\frac {\hbar \omega _{E}}{k_{B}T}}\right)-1}}}
وحصل على الطاقة الداخلية U للمادة الصلبة :
{\displaystyle U=3N\cdot \hbar \omega _{E}\cdot \left(\langle n\rangle +{\frac {1}{2}}\right)=3N\cdot \hbar \omega _{E}\cdot \left[{\frac {1}{\exp \left({\frac {\hbar \omega _{E}}{k_{B}T}}\right)-1}}+{\frac {1}{2}}\right]}
ويعطي الشق {\displaystyle {\frac {\hbar \omega _{E}}{2}}}
طاقة درجة الصفر المطلق . وعلى هذا الأساس يصبح نصيب مشاركة الفونونات في السعة الحرارية عند ثبات الحجم V:
{\displaystyle C_{V}=\left({\frac {\partial U}{\partial T}}\right)_{V={\rm {const}}}={\frac {3N}{k_{B}T^{2}}}{\frac {(\hbar \omega _{E})^{2}}{\left[\exp \left({\frac {\hbar \omega _{E}}{k_{B}T}}\right)-1\right]^{2}}}\cdot \exp \left({\frac {\hbar \omega _{E}}{k_{B}T}}\right)}
سُمي الشق {\displaystyle \Theta _{E}={\frac {\hbar \omega _{E}}{k_{B}}}} «درجة حرارة أينشتاين» ، وبالتعويض عنه في المعادلة نحصل على معادلة في صيغة أبسط :
{\displaystyle C_{V}^{\rm {mol}}\left(T\right)=3Nk_{B}\cdot \left({\frac {\Theta _{E}}{T}}\right)^{2}\cdot {\frac {\exp \left({\frac {\Theta _{E}}{T}}\right)}{\left[\exp \left({\frac {\Theta _{E}}{T}}\right)-1\right]^{2}}}}

## خطأ نموذج أينشتاين في درجات الحرارة المنخفضة
عند درجات الحرارة المنخفضة وكذلك في حيز درجات الحرارة العالية، تعطي المعادلة :
{\displaystyle T\rightarrow \infty :\ \ C_{V}\rightarrow 3N\cdot k_{B};\ \ \ \ \ \ \ \ \ \ T\rightarrow 0:\ \ C_{V}\propto e^{-\Theta _{E}/T}\rightarrow 0}
يعطي نموذج أينشتاين و نموذج ديباي قيمة مُطابقة لقانون قانون دولون-بتي في درجات الحررة العالية . أما ما تعطيه معادلة أينشتاين فلا يتفق بتاتًا مع سلوك السعة الحرارية (CV(T) للمادة الصلبة في درجات الحرارة المنخفضة . ويرجع ذلك إلى الافتراض الخاطئ بأن جميع الذرات في المادة الصلبة تهتز بنفس التردد . واتضح أن إهتزاز الذرات في المادة يتم بطرق أكثر تعقيدًا، نجح نموذج ديباي في وصفها.